# Grange Hill (Jamaïque)
Pour les articles homonymes, voir Grange Hill.
Grange Hill est une localité de la paroisse de Westmoreland, en Jamaïque. Avec 7 219 habitants en 2012, elle est la localité la plus peuplée de Westmoreland après le chef-lieu, Savanna-la-Mar.
Le village est connu pour être le lieu de la première congrégation presbytérienne dans la paroisse de Westmoreland en 1837. Ils prônaient l'éducation et assurèrent l'enseignement des Noirs, fraîchement libérés de l'esclavage.
Peter Tosh (1944-1987) une des figures emblématiques du reggae et de la spiritualité Rasta, est né à Grange Hill.